# اشتفان پردا
اشتفان پردا (رومانیایی: Ștefan Preda؛ زادهٔ ۱۸ ژوئن ۱۹۷۰) بازیکن سابق و مربی فوتبال اهل رومانی است.
از باشگاه‌هایی که در آن بازی کرده‌است می‌توان به باشگاه فوتبال دینامو بخارست، باشگاه فوتبال پترولول پلویشت، و باشگاه فوتبال آسترا جورجو اشاره کرد.
وی همچنین در تیم ملی فوتبال رومانی بازی کرده‌است.